# Marin Hinkle
Marin Hinkle (n. 23 martie 1966, Dar es Salaam, Regiunea Dar es Salaam, Tanzania) este o actriță americană, probabil cel mai bine cunoscută pentru rolul lui Judith Melnick, fosta soție a lui Alan Harper din serialul Two and a Half Men și pentru rolul Judy Brooks din Once Again.

## Biografie
Hinkle s-a născut în Dar es Salaam, Tanzania, fata lui Rodney Hinkle un decan de facultate și profesor și a lui Margaret R. Hinkle, judecătoare a Curții Supreme de Justiție a statului [[Massachusetts}}.  A mers la Brown University și la New York University (NYU).
Și-a început cariera în telenovela Another World. A jucat-o și pe Judy Brooks în emisiunea anulată de pe ABC, Once and Again din 1992-2002.
A avut câteva apariții ca invitat la emisiuni ca: Spin City, Law & Order: SVU, Without a Trace, ER, House și de două ori ca personaje diferite la Law & Order.
Hinkle a apărut în serialul Two and a Half Men cu Charlie Sheen și Jon Cryer ca fosta soție nevrotică a lui Alan, Judith.

## Filmografie
- Angie (1994) (Young Joanne)
- Milk & Money (1996) (Carla)
- Breathing Room (1996) (Larissa)
- I'm Not Rappaport (1996) (Hannah)
- Show & Tell (1998) (Pea)
- Chocolate for Breakfast (1998) (Amy)
- Once and Again (1999–2002) (Judy)
- Sam the Man (2000) (Shelly)
- Killing Cinderella (2000) (Karen)
- Frequency (2000) (Sissy Clark)
- Final (2001) (Sherry)
- WW3 (2001)
- The Next Big Thing (2001) (Shari Lampkin)
- I Am Sam (2001) (Patricia)
- The Year That Trembled (2002) (Helen Kerrigan)
- Dark Blue (2002) (Deena Schultz)
- Two and a Half Men (2003–2015) (Judith Melnick) (84 episoade)
- House (2005) (Naomi)
- Who's the Top? (2005) (Alixe)
- Fielder's Choice (2005 TV Movie) (Holly)
- The Ex (2007 film) (2007) (Karen)
- Turn the River (2008) (Ellen)
- Quarantine (2008) (Kathy)
- The Haunting of Molly Hartley (2008) (Jane Hartley)
- What Just Happened (2008) (Vanity Fair Coordinator)
- Weather Girl (2009) (Jane)
- Brothers & Sisters (2009) (Courtney)
- Imagine That (2009)